# Reserva Costa Atlántica Tierra del Fuego
Die Reserva Costa Atlántica Tierra del Fuego ist ein Naturschutzgebiet an der Ostküste der Insel Feuerland im äußersten Süden von Argentinien. Es ist seit 1995 das südlichste Ramsar-Gebiet der Welt. Es hat eine Länge von 220 km und besteht aus einer flachen Küstenlandschaft mit westwärts ansteigend bergigem Gelände.

## Bahía de San Sebastián
Die halbkreisförmige Bucht von San Sebastián am nördlichen Ende ist der wichtigste Teil des Schutzgebiets. Sie ist rund 50 km lang und 40 km breit. Bei Ebbe liegt eine 16.000 ha große Schlammfläche frei, zusätzlich zu den für die Tierwelt ebenfalls bedeutenden Sandflächen. Im Norden wird sie von der Halbinsel El Páramo begrenzt.

## Fauna
Das Schutzgebiet ist eines der wichtigsten Gebiete für Küstenvögel in Argentinien. Es beherbergt 135 Vogelarten, 17 Arten immigrieren von der nördlichen Hemisphäre, um hier in den Sommermonaten zu brüten, darunter einige bedeutende Langstrecken-Zugvögel wie 43 % der weltweiten Hudsonschnepfen-Population sowie 13 % der Knuttstrandläufer und 32 % der Weißbürzel-Strandläufer des Atlantiks. Einigen Vogelarten wie Falkland-Regenpfeifer, Magellanregenpfeifer, Rotbrust-Regenpfeifer und der bedrohten Rotkopfgans dient es als einer der wichtigsten Brutplätze. Die Küste vor dem Schutzgebiet wird außerdem von 21 Walarten genutzt, darunter der Brillenschweinswal, teilweise auch zur Reproduktion, sowie von der weltweit kleinsten Delfinart Commerson-Delfin.

## Flora
Zu den Pflanzenarten im Schutzgebiet gehören u. a.: Acaena magellanica, Acker-Hornkraut, Buchsblättrige Berberitze, Erigeron leptopetalus, Gewöhnlicher Strandhafer, Hordeum comosum, Kleiner Sauerampfer, Krähenbeerblättrige Berberitze, Lathyrus magellanicus, Magerwiesen-Margerite, Oxalis enneaphylla, Pantoffelblumen, Poa secunda, Ranunculus peduncularis, Rote Krähenbeere,  Strand-Grasnelke,  Vicia bijuga und Viola maculata.